# Gällungs
Gällungs  är en bebyggelse nordost om Visby i Gotlands kommun.  Bebyggelsen klassades  vid avgränsningen 2020 som en separat småort.